# Михайлик, Елена Юрьевна
Еле́на Ю́рьевна Миха́йлик (род. 22 апреля 1970, Одесса) — русская поэтесса, литературовед и переводчица украинского происхождения, живёт и работает в Австралии.

## Биография и творчество
Родилась в семье поэта Юрия Михайлика. Окончила филологический факультет Одесского университета. Работала в газете «Вечерняя Одесса».
С 1993 года вместе с семьёй живёт в Сиднее. Получила степень доктора философии в Университете Нового Южного Уэльса, тема диссертации: «Варлам Шаламов: поэтика новой прозы» (1998). Преподаёт в том же университете. Её научные статьи о русской литературе, в частности, о творчестве Достоевского, Булгакова, Ахматовой, Солженицына печатались на русском и английском в журналах «Новое литературное обозрение», «Новый мир», «Шаги / Steps», «The Dostoevsky Journal», «The Soviet and Post-Soviet Review».
По мнению литературоведа Павла Спиваковского, Михайлик — «крупнейший современный шаламовед» В 2019 году стала лауреатом Премии Андрея Белого в номинации «Гуманитарные исследования» за книгу «Незаконная комета. Варлам Шаламов: опыт медленного чтения» (2018), представляющую собой подробное изучение творчества писателя.
Автор стихотворных сборников «Ни сном, ни облаком» (2008), «Экспедиция» (2019). Стихи публиковались в журналах «Арион», «Воздух», «Волга», «Дети Ра», «Кодры», «TextOnly», антологии «Освобождённый Улисс», сборнике «Вольный город-2». Лауреат Первого австралийского фестиваля традиционной и экспериментальной литературы «Антиподы» (2006). Поэтика Михайлик насыщена разнообразными аллюзиями и отсылками к историческому контексту.
Известна также как переводчик с английского фантастической литературы, перевела романы Джека Вэнса, Альфреда Ван Вогта и Орсона Скотта Карда, рассказы Роберта Хайнлайна, Айзека Азимова, Гарри Гаррисона.

## Отзывы
Мария Галина:
Елена Михайлик — австралийка родом из Одессы, филолог. И стихи её — филологические, являющие причудливые сочетания разноплановых литературных и культурных персонажей и разнородных прямых и непрямых цитат. (…) От множества «культурных» стихов такого рода (в большинстве своем, надо сказать, довольно унылых) тексты Елены Михайлик отличаются именно концентрированностью, густотой замеса этих аллюзионных рядов, напором и перехлёстом, порождающими новые смыслы и неожиданные прочтения.
Кирилл Корчагин:
Она хорошо известна и как поэт, и как исследователь литературы. Более того, её вышедшая совсем недавно книга стихов смешивает эти два амплуа: практика антрополога и фольклориста переживает остраняюще-мифологизирующее воздействие поэтического воображения, превращаясь в странный гибрид, лирический эпос о науке, которая сама по себе крайне поэтична. Можно воспринимать это как отказ от двойственности, разделения на сложившиеся роды литературы.
Полина Барскова:
…среди современных поэтов, занятых этой проблемой — как же нам писать историю, — особое место занимает Елена Михайлик, удивительный историк литературы и удивительный поэт. Как историк она совершенно трезва и подчинена реальности, как поэт истории она постоянно занята провокацией этой самой реальности, пытаясь войти именно там, где красными буквами написано «вход воспрещён».

## Книги

### Стихи
- Ни сном, ни облаком. — М.: АРГО-РИСК; Книжное обозрение, 2008. — 56 с. — ISBN 5-86856-164-3. (Книжный проект журнала «Воздух». Вып.36).
- Экспедиция. — Ozolnieki: Literature Without Borders, 2019. — 112 с. ISBN 978-9934-8708-9-7. (Поэзия без границ).

### Научные издания
- Незаконная комета. Варлам Шаламов: опыт медленного чтения. — М.: Новое литературное обозрение, 2018. — 376 с. — ISBN 978-5-4448-0929-7

### Интервью
- «Спасения нет» (Беседа с филологом Еленой Михайлик о прозе Варлама Шаламова) в проекте «Горький» // 17.01.2019

### Переводы
- Кард О. С. Игра Эндера. / Пер. Е. Михайлик. — М.: Александр Корженевский; Смоленск: Русич. 1995. — 384 с. — ISBN 5-88590-320-4
- Кард О. С. Голос тех, кого нет. / Пер. Е. Михайлик. — М.: Александр Корженевский; Смоленск: Русич. 1995. — 464 с. — ISBN 5-87917-018-7